# Financial Times
Financial Times (FT) är en daglig brittisk affärstidning med fokus på internationellt näringsliv. Den grundades 1888, ges ut i London och utkommer på morgonen.
Tidningen ger varje år ut priset Financial Times Person of the Year.